# Józef Mielęcki
Józef Mielęcki (ur. 1 listopada 1879, zm. ?) – podpułkownik kawalerii Wojska Polskiego, kawaler Orderu Virtuti Militari.

## Życiorys
W czasie I wojny światowej i wojny z bolszewikami walczył w szeregach 1 pułku Ułanów Krechowieckich. 27 sierpnia 1920 roku został zatwierdzony z dniem 1 kwietnia 1920 roku w stopniu rotmistrza, w kawalerii, w grupie oficerów byłych Korpusów Wschodnich i byłej armii rosyjskiej.
1 lipca 1921 roku w randze majora Mielęcki objął obowiązki dowódcy garnizonu Augustów. W czasie swojej wizyty w garnizonie marszałek Józef Piłsudski 8 października 1921 roku, odwiedził m.in. mieszkanie zajmowane przez majora Józefa Mielęckiego. W 1923 roku pełnił służbę w 1 pułku Ułanów Krechowieckich w Augustowie na stanowisku pełniącego obowiązki zastępcy dowódcy pułku i dowódcy I dywizjonu. W następnym roku, po likwidacji stanowiska dowódcy dywizjonu, w dalszym ciągu pełnił obowiązki zastępcy dowódcy pułku. 3 maja 1926 roku został mianowany podpułkownikiem ze starszeństwem z dniem 1 lipca 1925 roku i 4. lokatą w korpusie oficerów kawalerii. Przed 1928 rokiem został przeniesiony w stan spoczynku.

## Ordery i odznaczenia
- Krzyż Srebrny Orderu Wojskowego Virtuti Militari nr 4956 (1921)[7][8]
- Krzyż Walecznych (dwukrotnie: 1922, w tym w zamian za amarantową wstążkę otrzymaną w I Korpusie Polskim)[9][10]